# The Penalty (film, 1912)
Pour plus de détails, voir Fiche technique et Distribution.
The Penalty est un film muet américain réalisé par Thomas H. Ince et sorti en 1912.

## Fiche technique
- Réalisation : Thomas H. Ince
- Production : Thomas H. Ince
- Format : noir et blanc — 35 mm — 1.33 : 1 — muet
- Durée : 10 minutes (300 mètres)
- Date de sortie : États-Unis : 17 septembre 1912

## Distribution
- Richard Stanton : Capitaine Blake
- Crazy Thunder